# Rolf Reißig (Mathematiker)
Rolf Reißig (* 5. Juni 1922 in Leipzig) ist ein deutscher Mathematiker und Hochschullehrer. 

## Leben und Wirken
Nach dem Schulabschluss begann er ein Mathematikstudium, das er als Diplom-Mathematiker abschloss. Am 2. Februar 1951 promovierte er an der Universität Leipzig zum Dr. phil. 1956 habilitierte er sich und wurde Privatdozent an der Humboldt-Universität zu Berlin. 1959 erhielt er eine Professur mit Lehrauftrag an der Technischen Hochschule Dresden. Bereits im darauffolgenden Jahr erhielt er eine Professur mit Lehrstuhl an der Humboldt-Universität und kehrte nach Berlin zurück. Hier war er wissenschaftlicher Abteilungsleiter des Instituts für angewandte Mathematik.

## Schriften (Auswahl)
- Magische Quadrate bei Matrizen 4. Ordnung. Leipzig 1951.
- Die pandiagonalen Quadrate vierter Ordnung. Berlin 1952.
- Über die Differentialgleichung d2x/dτ2 + 2D dx/dτ + μ · sgn dx/dτ + x = Φ(ητ), wo Φ(ητ + 2π) = Φ(ητ) ist. Berlin 1954.
- Erzwungene Schwingungen mit zäher und trockener Reibung. [Berlin] [1955].
- (Mitautor): Qualitative Theorie nichtlinearer Differentialgleichungen. Roma 1963.